# È̱
È̱ (minuscule : è̱), appelé E accent grave macron souscrit, est une lettre latine utilisée dans l’écriture du kiowa.

## Utilisation
En kiowa écrit avec l’orthographe McKenzie, le ‹ È̱, è̱ › représente le même son que la lettre E, le macron souscrit indiquant la nasalisation et l’accent grave indiquant le ton bas.

## Représentations informatiques
Le E accent grave macron souscrit peut être représenté avec les caractères Unicode suivants : 
- composé et normalisé NFC (supplément latin-1, diacritiques) :

| formes    | représentations | chaînes de caractères | points de code | descriptions                                                       |
| --------- | --------------- | --------------------- | -------------- | ------------------------------------------------------------------ |
| capitale  | È̱               | È◌̱                    | U+00C8 U+0331  | lettre majuscule latine e accent grave diacritique macron souscrit |
| minuscule | è̱               | è◌̱                    | U+00E8 U+0331  | lettre minuscule latine e accent grave diacritique macron souscrit |

- décomposé et normalisé NFD (latin de base, diacritiques) :

| formes    | représentations | chaînes de caractères | points de code       | descriptions                                                                   |
| --------- | --------------- | --------------------- | -------------------- | ------------------------------------------------------------------------------ |
| capitale  | È̱               | E◌̱◌̀                   | U+0045 U+0331 U+0300 | lettre majuscule latine e diacritique macron souscrit diacritique accent grave |
| minuscule | è̱               | e◌̱◌̀                   | U+0065 U+0331 U+0300 | lettre minuscule latine e diacritique macron souscrit diacritique accent grave |